# 沃里根 (康乃狄克州)
沃里根（英語：Wauregan）是位於美國康乃狄克州溫德姆縣的一個歷史區。該地的面積和人口皆未知。

## 地理
沃里根的座標為41°44′38″N 71°54′38″W / 41.74389°N 71.91056°W，而該地的平均海拔高度為44米（即144英尺）。